# ヤン・ジンホ
ヤン・ジンホ（ヤン・ジノ、양 진호、1972年 - ）は、大韓民国（韓国）の実業家である。
「韓国未来技術」会長、オンラインストレージサービス会社「WeDISK」「Filenori」オーナー。
2018年10月30日、社内で元社員に暴行を加える様子を収めた映像をニュースサイト「ニュース打破」で報じられ、批判を浴びている。